# Ithone fusca
Ithone fusca is een insect uit de familie van de Ithonidae, die tot de orde netvleugeligen (Neuroptera) behoort. 
Ithone fusca is voor het eerst wetenschappelijk beschreven door Newman in 1838.